# M12 GMC
O M12 Gun Motor Carriage (GMC) foi uma artilharia autopropulsada dos Estados Unidos desenvolvida durante a Segunda Guerra Mundial.

## Desenvolvimento
A ideia do M12 foi proposta em 1941, e uma unidade foi construída e testada no início de 1942. O Exército dos Estados Unidos inicialmente rejeitou o projeto, mas acabou encomendando 50 unidades. Posteriormente, a produção de mais 50 foi autorizada. 

## Histórico operacional
Durante 1943, os M12s foram usados para treinamento. De fevereiro a maio de 1944, antes da invasão da França, 74 unidades foram enviadas para a Europa. 
Embora projetado principalmente para fogo indireto, durante ataques a fortificações pesadas, os M12s às vezes eram empregados na função de fogo direto, como no avanço aliado na Linha Siegfried. 
Em 1945, o M12 começou a ser substituído pelo M40 Gun Motor Carriage. No pós-guerra, o M12 foi retirado de serviço e totalmente substituído pelo M40.